# Катиньяно
Катиньяно (итал. Catignano) — коммуна в Италии, расположена в регионе Абруццо, подчиняется административному центру Пескара.
Население составляет 1541 человек, плотность населения составляет 91 чел./км². Занимает площадь 17 км². Почтовый индекс — 65011. Телефонный код — 085.
Покровителем коммуны почитается святой животворящий Крест Господень, празднование 14 сентября.